# Plauen (Stadtbezirk)

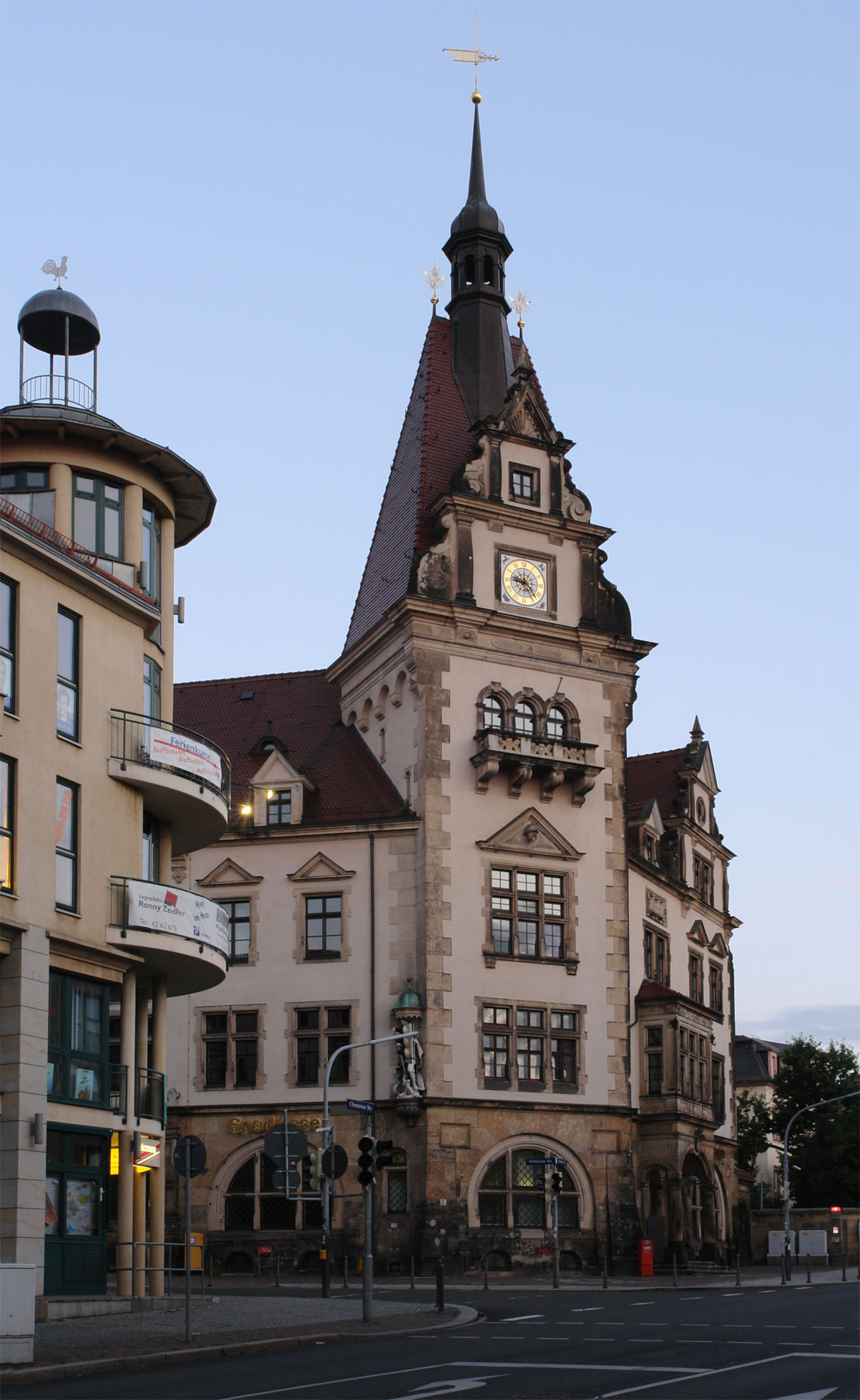
Rathaus Plauen

Der Stadtbezirk Plauen ist ein Dresdner Stadtbezirk und liegt im Süden der Landeshauptstadt zwischen der Innenstadt und der südlichen Stadtgrenze. Mit Wirkung vom 13. September 2018, dem Tag der öffentlichen Bekanntmachung der entsprechenden Hauptsatzungsänderung, ersetzte die Bezeichnung Stadtbezirk die ursprüngliche Bezeichnung Ortsamtsbereich. Entsprechend wurden aus Ortsbeirat, Ortsamt und Ortsamtsleiter die neuen Bezeichnungen Stadtbezirksbeirat, Stadtbezirksamt und Stadtbezirksamtsleiter.

## Gliederung
| Statistischer Stadtteil                      | Stadtteile (Gemarkungen)                  | Einwohnerzahl | Fläche   |
| -------------------------------------------- | ----------------------------------------- | ------------- | -------- |
| Südvorstadt-West                             | Südvorstadt                               | 14.393        | 2,04 km² |
| Südvorstadt-Ost                              | Südvorstadt                               | 8.723         | 1,31 km² |
| Räcknitz/Zschertnitz mit Strehlen-Südwest    | Räcknitz, Zschertnitz, Teile von Strehlen | 9.529         | 2,25 km² |
| Kleinpestitz/Mockritz mit Kaitz und Gostritz | Kleinpestitz, Mockritz, Kaitz, Gostritz   | 7.473         | 4,27 km² |
| Coschütz/Gittersee                           | Coschütz, Gittersee                       | 5.611         | 4,16 km² |
| Plauen                                       | Plauen                                    | 11.629        | 1,76 km² |

Die Südvorstadt gehört zur Gemarkung Dresden-Altstadt II. Alle anderen Stadtteile bilden als ehemals selbständige Gemeinden eigene Gemarkungen.

## Geschichte
Das Stadtbezirksamt (damals: Ortsamt) hatte zunächst sein Domizil im ehemaligen Sitz des Stadtbezirks Dresden-Süd am Fritz-Foerster-Platz in der Südvorstadt, entsprechend war ab 1991 die Bezeichnung Ortsamtsbereich Südvorstadt gültig. Nach dem Umzug des Ortsamtes in die Räumlichkeiten des ehemaligen Rathauses Plauen Ende der 1990er Jahre erhielt der Ortsamtsbereich bzw. nunmehrige Stadtbezirk Plauen seinen heutigen Namen.

## Politik

### Stadtbezirksbeirat
Die Sitzverteilung im Stadtbezirksbeirat richtete sich bis 2014 nach der Stimmverteilung bei der Stadtratswahl im Stadtbezirk. Seit 2019 wird der Stadtbezirksbeirat direkt von den Bürgerinnen und Bürgern des Stadtbezirks gewählt.
| Stadtbezirksbeiratswahl Plauen 2024Wahlbeteiligung: 72,9 % 20100 19,6 %19,4 %18,0 %10,9 %9,4 %7,2 %4,0 %3,6 %2,7 %2,1 %2,1 %1,1 % CDUAfDGrüneSPDLinkeTZ/BS24fPiratenFDPFBDiFWPARTEIDissDDAnmerkungen:f Team Zastrow/Bündnis Sachsen 24i Freie Bürger Dresden | Sitzverteilung im Stadtbezirksbeirat Plauen seit 2024Insgesamt 19 Sitze - Linke: 2 - Piraten: 1 - Grüne: 3 - SPD: 2 - FBD: 1 - FDP: 1 - TZ/BS24: 1 - CDU: 4 - AfD: 4 |

| Jahr | Grüne | Linke | AfD | CDU | SPD | FDP | FBD | Piraten | Sonstige:      | Gesamt |
| ---- | ----- | ----- | --- | --- | --- | --- | --- | ------- | -------------- | ------ |
| 2004 | 2     | 4     | –   | 5   | 2   | 1   | 1   | –       | VoSo, NB: je 1 | 17     |
| 2009 | 3     | 3     | –   | 5   | 3   | 2   | 1   | –       | –              | 17     |
| 2014 | 3     | 4     | 1   | 5   | 3   | 1   | 1   | 1       | –              | 19     |
| 2019 | 5     | 4     | 3   | 3   | 2   | 2   | –   | –       | –              | 19     |
| 2024 | 3     | 2     | 4   | 4   | 2   | 1   | 1   | 1       | TZ/BS24: 1     | 19     |

### Wahlen
Bei den Stadtratswahlen bis 2014 sind Teile des Stadtbezirks Plauen zwei Wahlkreisen zugeordnet:
- Wahlkreis 02 – Friedrichstadt, Plauen, Seevorstadt-West, Südvorstadt, Wilsdruffer Vorstadt
- Wahlkreis 11 – Coschütz, Gittersee, Kaitz, Kleinpestitz, Leubnitz-Neuostra, Mockritz, Räcknitz, Torna, Zschertnitz

Seit dem Jahr 2019 ist der Stadtbezirk Plauen bei der Stadtratswahl ein eigener Wahlkreis. (Wahlkreis 9)

## Entwicklung der Einwohnerzahl
| Jahr | Einwohner |
| ---- | --------- |
| 1990 | 52.872    |
| 1992 | 52.662    |
| 1994 | 51.466    |
| 1996 | 49.406    |
| 1998 | 46.700    |
| 2000 | 46.899    |
| 2001 | 46.794    |
| 2002 | 47.382    |
| 2003 | 47.621    |

| Jahr | Einwohner |
| ---- | --------- |
| 2004 | 47.923    |
| 2005 | 49.066    |
| 2006 | 50.145    |
| 2007 | 50.809    |
| 2008 | 51.019    |
| 2009 | 51.577    |
| 2010 | 52.134    |
| 2011 | 52.826    |
| 2012 | 53.649    |

| Jahr | Einwohner |
| ---- | --------- |
| 2013 | 54.396    |
| 2014 | 55.279    |
| 2015 | 56.855    |
| 2016 | 56.776    |
| 2017 | 57.413    |
| 2018 | 57.650    |
| 2019 | 57.543    |
| 2020 | 57.105    |
| 2021 | 57.358    |

| Jahr | Einwohner |
| ---- | --------- |
| 2022 | 57.358    |
| 2023 | 57.345    |

Wert 2018 weicht von der aktuell veröffentlichten Zahlenreihen ab (58.323).